# تروي دوريس
تروي دوريس (بالإنجليزية: Troy Doris) هو منافس ألعاب قوى أمريكي، ولد في 12 أبريل 1989 في شيكاغو في الولايات المتحدة.

## وصلات خارجية
- تروي دوريس على موقع الاتحاد الدولي لألعاب القوى (الإنجليزية)
- تروي دوريس على موقع الدوري الماسي (الإنجليزية)
- تروي دوريس على موقع اللجنة الأولمبية الدولية (الإنجليزية)
- تروي دوريس على موقع أوليمبيديا (الإنجليزية)